# Zsakó László
Zsakó László (Székesfehérvár, 1957. április 19. – 2024. május 15.) magyar programtervező matematikus, informatikus, egyetemi oktató, versenyszervező.
Az Eötvös Loránd Tudományegyetemen (ELTE) 1996 óta az Informatikai Szakmódszertani Csoport vezetője, majd 2006-tól pedig
a Média- és Oktatásinformatikai Tanszék vezetője volt. 2017 óta vezette az Informatikai Doktori Iskola Szakmódszertani
Programját. Irányításával tízen szereztek doktori címet.

## Életútja
1978-tól dolgozott az Eötvös Loránd Tudományegyetemen, kezdetben az akkori Numerikus és Gépi Matematikai Tanszéken, programtervező matematikusként, majd tanársegédként, adjunktusként, 1998 óta pedig docensként.  1997-ben védte meg doktori dolgozatát az ELTE-n. 2007-ben habilitált a Debreceni Egyetemen (matematika- és számítástudományok), majd 2008-ban az ELTE-n (informatikai tudományok).
Már az 1980-as évek kezdete óta foglalkozott a személyi számítógépek közoktatásban történő alkalmazásával.
Részt vett a Nemzeti alaptanterv (NAT) és kerettantervek több változatának kidolgozásában. Az informatikus hallgatóknak bevezető programozást tanított, valamint módszertant a tanárszakosoknak.
1985-től szervezte a közép- és általános iskolás diákok informatikai versenyeit (Nemes Tihamér verseny, Logo,
olimpiai válogatóverseny, Informatika Országos Középiskolai Tanulmányi Verseny – OKTV, Izsák Imre Gyula komplex természettudományi verseny, Neumann János Nemzetközi Programtermék Verseny). 2002-ben elindította a Neumann János Tehetséggondozó programot, majd 2008-tól szervezte az egyetemisták tehetséggondozó programozási versenyét.
Aktív tagja volt a nemzetközi informatikai versenyek szervező bizottságának (IOI – International Olympiad in Informatics, CEOI – Central European Olympiad in Informatics). 2018-ig 36 olimpián volt csapatvezető, öt diákolimpiát szervezett Magyarországon a szervezőbizottság elnökeként.
2013-tól a Neumann János Számítógép-tudományi Társaság (NJSZT) alelnöke volt.

## Díjai, elismerései
- Tarján-díj (NJSZT, 1987)
- A Magyar Köztársasági Érdemrend lovagkeresztje polgári tagozat (2002)
- Az év informatika oktatója díj (Vezető Informatikusok Szövetsége, 2006)
- IOI special award emlékérem (IOI International Committee, 2009)
- Pro Ingenio díj (ELTE, 2015)
- Bonis Bona A nemzet tehetségeiért díj (emberi erőforrások minisztere, 2015).
- Tehetségek Szolgálatáért életműdíj (Nemzeti Tehetségsegítő Tanács, 2020)

Összesen 19 alkalommal részesült miniszterelnöki dicséretben.